# Warusenna
Zasugerowano, aby zintegrować ten artykuł z artykułem Bogini-słońce z Arinny (dyskusja). Nie opisano powodu propozycji integracji.
Warusenna - (również Wurunzimu, Wuruszemu), bogini słońca z Arinny, zajmowała główne miejsce w panteonie hetyckim.